# چادول هیث
longitudeچادول هیثlatitudeچادول هیث
چادول هیث (به انگلیسی: Chadwell Heath) یک ناحیه در لندن است که در منطقه بارکینگ و دگنهام لندن واقع شده‌است.
ایستگاه راه‌آهن چادول هیث در این ناحیه قرار دارد.